# میلان‌لی
میلان‌لی (ترکی آذربایجانی: Milanlı) یک منطقهٔ مسکونی در جمهوری آرتساخ است که در استان کاشاتاق واقع شده‌است.